# 죽음의 추적자
죽음의 추적자(Death Hunt)는 미국에서 제작된 피터 헌트 감독의 1981년 모험 영화이다. 찰스 브론슨 등이 주연으로 출연하였다. 대한민국에서는 1993년 현상붙은 사나이라는 제목으로 TV 방영되었다.

## 출연

### 주연
- 찰스 브론슨
- 리 마빈

### 조연
- 앤드류 스티븐스
- 칼 웨더스
- 에드 로터
- 스콧 하이랜즈
- 앤지 디킨슨
- 헨리 벡맨
- 윌리엄 샌더슨
- 존 세더
- 제임스 오코넬
- 렌 레저
- 리처드 다바로스
- 모리 체이킨
- 오거스트 쉘렌버그

## 제작진
- 협력프로듀서: 로버트 베이리스
- 미술: 테드 하워스
- 의상: 올가 디미트로브
- 배역: 루벤 캐논

## 한국판 성우진 (SBS, 1993년 1월 8일)
- 김병관 - 앨버트 존슨(찰스 브론슨)
- 김기현 - 에드가 밀렌 상사(리 마빈)
- 윤병화 - 선독 브라운(칼 웨더스)